# トリムボード

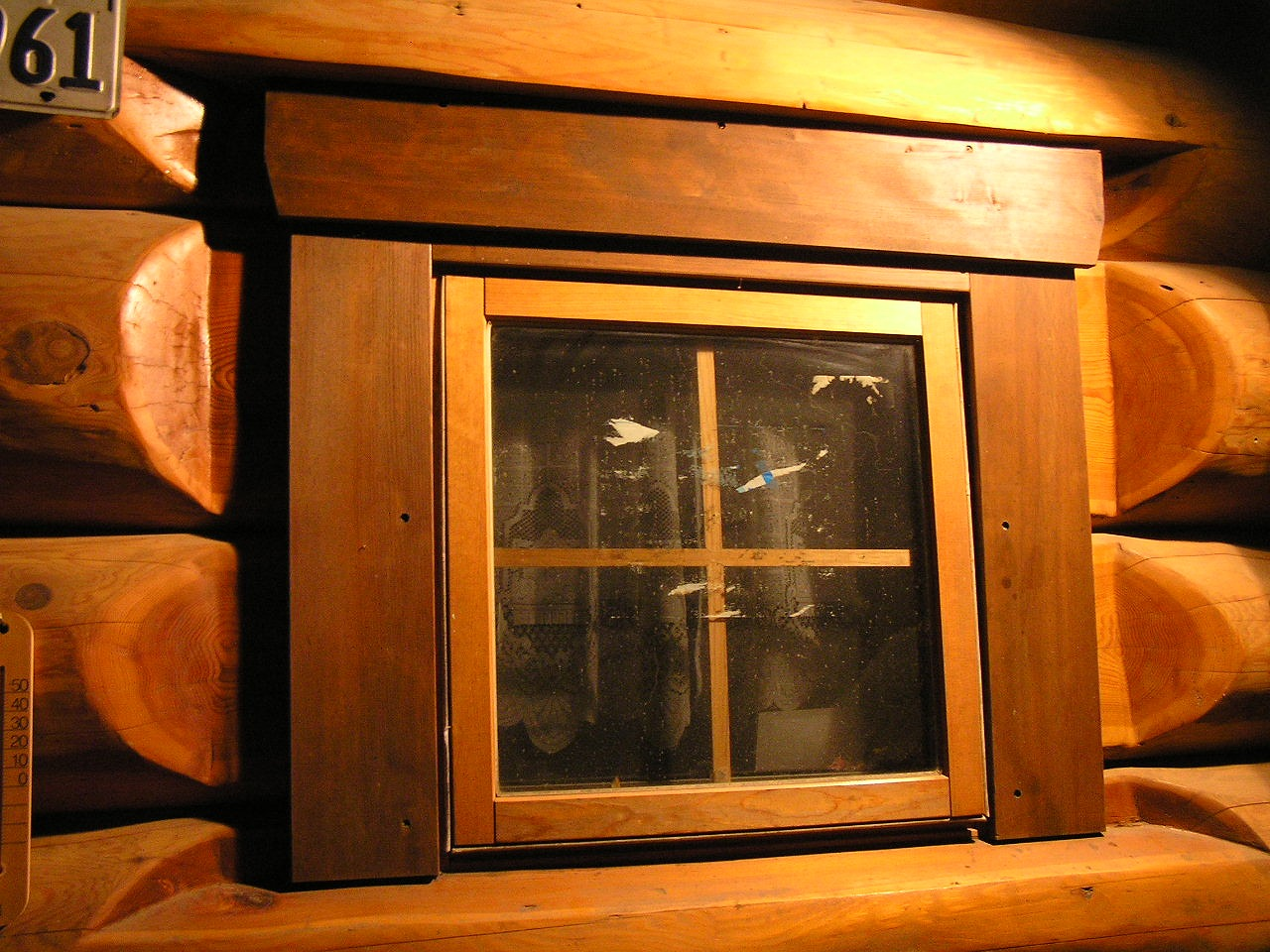
ログハウスのトリムボード

トリムボード（trim bord）は主に建物の窓枠を縁取るように取り付けられる木材などで出来た装飾用の板材のことで、特にログハウスなどではセトリングといって構造材である丸太などが乾燥による収縮や自重により、数年がかりで垂直方向に平均5～12cm沈み込むのが常であるが、この場合、ドア、窓などの建具をセトリングの収縮幅を見越して上下幅に小さなものを取り付けておく必要がある。このため、当初は建具の上部に大きな隙間が出来るが、これを隠す目的で取り付けられることが多い。
自動車などの窓枠の装飾用のモールディング（molding）をさす場合もある。